# Us (Val-d'Oise)
Us é uma comuna francesa na região administrativa da Ilha de França, no departamento do Vale do Oise. Estende-se por uma área de 10.98 km². Em 2010 a comuna tinha 1 343 habitantes (densidade: 122,3 hab./km²).